# Grigore Constantinov
Grigore Constantinov (n. 1888, Sucleia, Imperiul Rus – d. 8 decembrie 1940, Tiraspol, RSS Moldovenească, URSS) a fost un țăran din Transnistria, victimă a represiunilor sovietice și ulterior executat de autoritățile sovietice sub acuzația de trădare. A fost reabilitat post-mortem în 1991 de Procuratura Republicii Moldova.

## Biografie
Grigore Constantinov s-a născut în anul 1888 în satul Sucleia, aflat în prezent în raionul Slobozia, Republica Moldova. Provenea dintr-o familie de țărani înstăriți; tatăl său deținuse funcția de staroste (primar) al satului. Gospodăria lui Grigore era compusă din 5,25 desetine de pământ arabil, 0,5 desetine de livadă, doi cai, o casă, animale domestice și păsări de curte.
În anul 1930, în contextul politicii staliniste de colectivizare forțată, Constantinov a fost supus unor cote excesive de livrări obligatorii către stat: 180 de puduri de grăunțoase, 20 de puduri de carne și 75 de ruble. Deși a reușit să achite aceste obligații, autoritățile sovietice l-au impozitat din nou, de această dată cu 375 de puduri de grăunțoase, 20 de puduri de carne și 375 de ruble. Incapabil să satisfacă cerințele, întreaga sa avere a fost confiscată, iar el și familia sa au fost deportați în regiunea Ural, unde i-a murit soția.
În 1932, Constantinov a reușit să evadeze din gulag și să se întoarcă în satul natal, dar a fost arestat și expulzat din nou, de această dată în regiunea Perm. A reușit și de această dată să evadeze și, la 15 februarie 1933, a trecut Nistrul în România Mare. Cei doi copii ai săi, Iacob (7 ani) și Constantin (4 ani), au rămas în Uniunea Sovietică.
Stabilit în comuna Copanca, județul Tighina, Grigore Constantinov s-a recăsătorit cu Daria, o femeie care fugise și ea din URSS. Împreună au reușit să înjghebe o mică gospodărie.

## Arestarea și execuția
După ocuparea Basarabiei de către URSS în iunie 1940, Grigore Constantinov a fost arestat la 25 iulie 1940 de autoritățile sovietice. În cadrul anchetei și la ședința de judecată, a recunoscut că fugise din URSS din cauza condițiilor inumane de trai și muncă din gulag și că relatase autorităților române despre foamete, represiuni și construcțiile militare observate pe malul stâng al Nistrului, inclusiv cazemate.
Mărturiile sale au fost interpretate drept infracțiune de trădare de patrie, iar la 8 octombrie 1940, Tribunalul Militar al Corpului 2 Armată l-a condamnat la pedeapsa capitală și confiscarea averii, într-o ședință care a durat doar 25 de minute (21:15–21:40). Grigore Constantinov a fost executat la 8 decembrie 1940, la Tiraspol.

## Reabilitarea
La data de 6 decembrie 1991, Procuratura Republicii Moldova l-a reabilitat post-mortem pe Grigore Constantinov, recunoscând caracterul abuziv și politic al condamnării sale.